# Ernst Wilke (Politiker)
Ernst Wilke (* 25. Mai 1930 in Berndorf; † 21. April 2023 in Baunatal-Guntershausen) war ein deutscher Politiker (FDP). Er war von 1987 bis 1991 Regierungspräsident des hessischen Regierungsbezirks Kassel sowie von Februar 1992 bis Oktober 1994 Staatssekretär im Thüringer Ministerium für Umwelt und Landesplanung.

## Ausbildung und Beruf
Ernst Wilke absolvierte eine Landarbeits- und Landwirtschaftslehre. Nach dem Erwerb der Hochschulreife an der Höheren Landbauschule in Witzenhausen studierte er Agrarwissenschaften an der Justus-Liebig-Universität Gießen. Direkt im Anschluss daran arbeitete er dort zwei Jahre als wissenschaftlicher Mitarbeiter am Institut für Landwirtschaftliche Betriebslehre. 1960 promovierte er an der Justus-Liebig-Universität Gießen zum Dr. agr. in der Fachrichtung Betriebswirtschaft. Das Assessor-Examen legte Wilke 1962 nach dem Besuch des landwirtschaftlich-pädagogischen Instituts in Gießen und einer einjährigen Referendarzeit in Fritzlar ab.
Am Hessischen Landwirtschaftlichen Beraterseminar in Rauischholzhausen arbeitete er daraufhin als Dozent. Von 1968 bis 1969 wurde er von seiner Dozententätigkeit beurlaubt, um die Leitung der Landvolksschule in Friedrichsdorf zu übernehmen. Er wechselte 1969 als Referent für Beratung und Erwachsenenfortbildung in das Hessische Landwirtschaftsministerium. Dort war er bis 1970 tätig, als er zum stellvertretenden Präsidenten des Hessischen Landesamtes für Landwirtschaft in Kassel ernannt wurde. Bereits 1975 wechselte er wieder als stellvertretender Abteilungsleiter ins Landwirtschaftsministerium. Sein Weg führte ihn 1977 wiederum nach Kassel. Dort wurde er Präsident des neu gegründeten Hessischen Landesamtes für Ernährung, Landwirtschaft und Landentwicklung.
Als Nachfolger von Burghard Vilmar wurde er 1987 von Walter Wallmann zum Regierungspräsidenten des Regierungsbezirks Kassel ernannt. Er war damit nach Heinz Fröbel der zweite Regierungspräsident in Kassel, der Mitglied der FDP war. Seine Tätigkeit im Regierungspräsidium Kassel dauerte bis 1991 an. Parallel zu seiner Tätigkeit als Regierungspräsident wurde er zum 1. Dezember 1991 Leiter des neu gebildeten Thüringer Landesverwaltungsamtes in Weimar, zu dessen Präsidenten er am 1. Februar 1992 ernannt wurde. Das Land Hessen hatte ihn zuvor als Regierungspräsident durch Ilse Stiewitt ersetzt und zum Land Thüringen versetzt.
Nach nur vierzehn Tagen als Präsident des Landesverwaltungsamtes wurde er am 15. Februar 1992 Staatssekretär im Thüringer Ministerium für Umwelt und Landesplanung in Erfurt. Seine aktive Laufbahn beendete er am 31. Oktober 1994 auf eigenen Wunsch hin.
Seit 1988 war Wilke Mitglied der Historischen Kommission für Hessen.
Bei den hessischen Kommunalwahlen am 6. März 2016 wurde der 1972 in die FDP eingetretene Wilke für die Partei in die Stadtverordnetenversammlung von Baunatal gewählt.